# Station Tollembeek
Station Tollembeek is een spoorwegstation zonder loketten langs spoorlijn 123 in Tollembeek, een deelgemeente van Pajottegem.
Het stationsgebouw was van het type 1893 R5 en werd gebouwd rond 1897. Nadat de NMBS de loketten sloot, raakte het gebouw in verval, waardoor het ten slotte in 1995 moest worden afgebroken. Het is nu een stopplaats.
In 2011 werden de perrons vernieuwd en verhard. Hierbij werden de perrons op een standaardhoogte van 76 centimeter gebracht en tegelijk werden de perrons in bajonetligging gelegd zodat de overweg minder lang gesloten is.

## Treindienst
| Serie | Treinsoort | Route                                   | Bijzonderheden                                                        |
| ----- | ---------- | --------------------------------------- | --------------------------------------------------------------------- |
| S 6   | GEN (NMBS) | Zottegem – Denderleeuw – Geraardsbergen | Rijdt alleen op werkdagen. Tijdens de spits een rit vanaf Oudenaarde. |

## Galerij

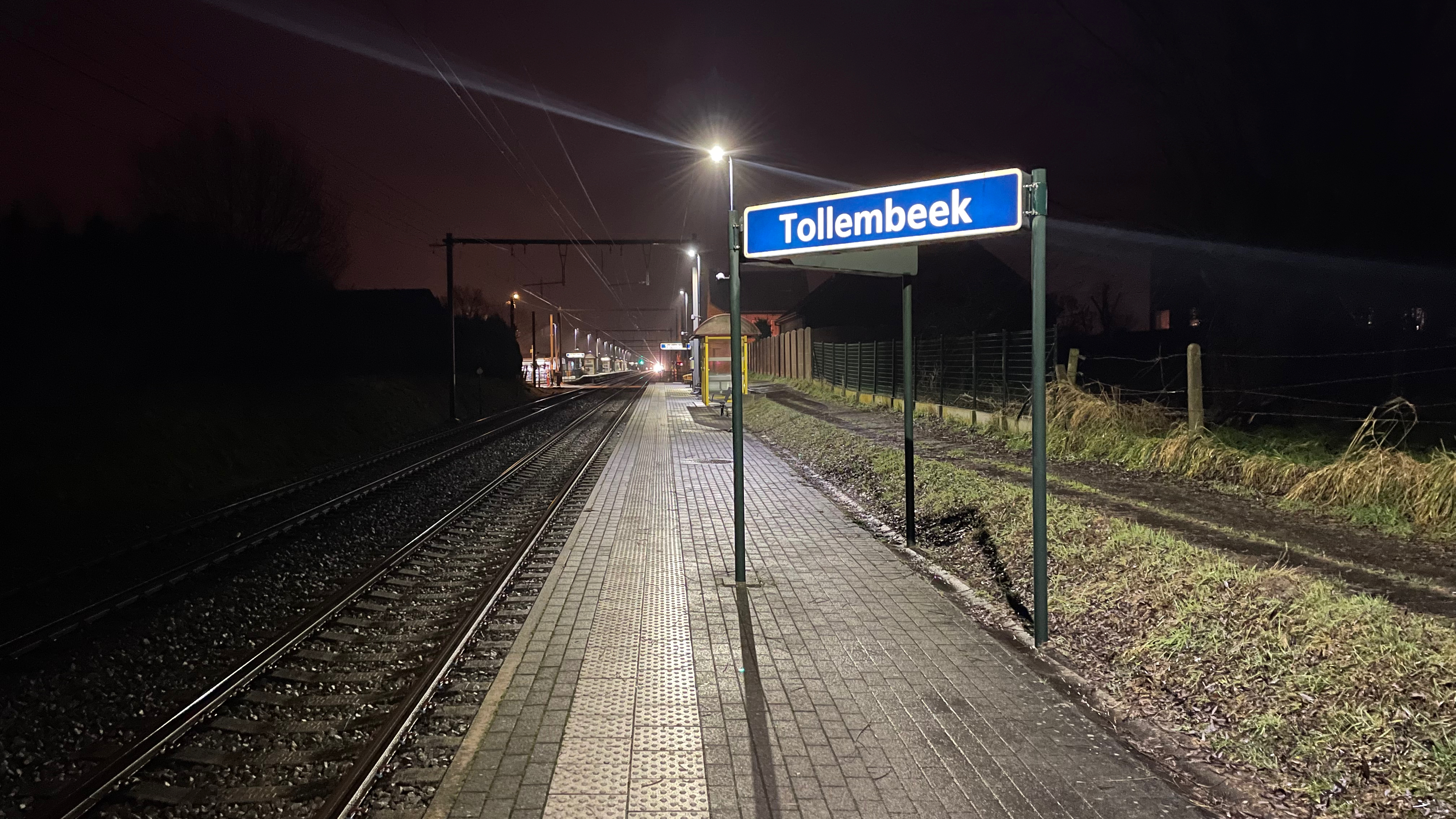
Station Tollembeek Perron

## Reizigerstellingen
De grafiek en tabel geven het gemiddeld aantal instappende reizigers weer op een week-, zater- en zondag.
| Tabel: aantal instappende reizigers station Tollembeek | Tabel: aantal instappende reizigers station Tollembeek | Tabel: aantal instappende reizigers station Tollembeek | Tabel: aantal instappende reizigers station Tollembeek |
|                                                        | Weekdag                                                | Zaterdag                                               | Zondag                                                 |
| ------------------------------------------------------ | ------------------------------------------------------ | ------------------------------------------------------ | ------------------------------------------------------ |
| 1977                                                   | 535                                                    | 71                                                     | 56                                                     |
| 1978                                                   | 421                                                    | 22                                                     | 12                                                     |
| 1979                                                   | 414                                                    | 29                                                     | 13                                                     |
| 1980                                                   | 404                                                    | 25                                                     | 21                                                     |
| 1981                                                   | 547                                                    | 39                                                     | 24                                                     |
| 1982                                                   | 316                                                    | 26                                                     | 30                                                     |
| 1983                                                   | 332                                                    | 14                                                     | 14                                                     |
| 1984                                                   | 404                                                    | 21                                                     | 17                                                     |
| 1985                                                   | 363                                                    | 25                                                     | 24                                                     |
| 1986                                                   | 524                                                    | 48                                                     | 27                                                     |
| 1987                                                   | 425                                                    | 61                                                     | 50                                                     |
| 1988                                                   | 345                                                    | 77                                                     | 27                                                     |
| 1989                                                   | 484                                                    | 67                                                     | 24                                                     |
| 1990                                                   | 414                                                    | 32                                                     | 34                                                     |
| 1991                                                   | 418                                                    | 44                                                     | 32                                                     |
| 1992                                                   | 424                                                    | 42                                                     | 33                                                     |
| 1993                                                   | 339                                                    | 66                                                     | 23                                                     |
| 1994                                                   | 380                                                    | 33                                                     | 37                                                     |
| 1995                                                   | 382                                                    | 54                                                     | 39                                                     |
| 1996                                                   | 412                                                    | 51                                                     | -                                                      |
| 1997                                                   | 450                                                    | 25                                                     | -                                                      |
| 1998                                                   | 383                                                    | 29                                                     | 16                                                     |
| 1999                                                   | 283                                                    | 24                                                     | 18                                                     |
| 2000                                                   | 311                                                    | 36                                                     | 26                                                     |
| 2001                                                   | 254                                                    | 28                                                     | 18                                                     |
| 2002                                                   | 355                                                    | 14                                                     | 13                                                     |
| 2003                                                   | 326                                                    | 21                                                     | 14                                                     |
| 2004                                                   | 346                                                    | 24                                                     | 18                                                     |
| 2005                                                   | 362                                                    | 20                                                     | 14                                                     |
| 2006                                                   | 326                                                    | 21                                                     | 14                                                     |
| 2007                                                   | 302                                                    | 18                                                     | 16                                                     |
| 2008                                                   | -                                                      | -                                                      | -                                                      |
| 2009                                                   | 285                                                    | 11                                                     | 12                                                     |
| 2010                                                   | -                                                      | -                                                      | -                                                      |
| 2011                                                   | -                                                      | -                                                      | -                                                      |
| 2012                                                   | 282                                                    | 24                                                     | 12                                                     |
| 2013                                                   | 333                                                    | 15                                                     | 24                                                     |
| 2014                                                   | 307                                                    | 22                                                     | 36                                                     |
| 2015                                                   | 284                                                    | 38                                                     | 28                                                     |
| 2016                                                   | 299                                                    | 50                                                     | 42                                                     |
| 2017                                                   | 274                                                    | 38                                                     | 38                                                     |
| 2018                                                   | 255                                                    | 51                                                     | 51                                                     |
| 2019                                                   | 258                                                    | 58                                                     | 58                                                     |
| 2020                                                   | 179                                                    | 34                                                     | 37                                                     |
| 2021                                                   | -                                                      | -                                                      | -                                                      |
| 2022                                                   | 353                                                    | 52                                                     | 55                                                     |
| 2023                                                   | 338                                                    | 144                                                    | 103                                                    |
| 2024                                                   | 334                                                    | 79                                                     | 58                                                     |

0,0: Geraardsbergen ·
4,6: Viane-Moerbeke ·
8,3: Galmaarden ·
10,3: Tollembeek ·
12,2: Herne ·
16,1: Edingen ·
19,9: Grandchamps ·
22,8: Rognon ·
29,0: 's-Gravenbrakel